# Mad Mix 2: En el castillo de los fantasmas
Mad Mix 2, también conocido como Mad Mix 2: En el castillo de los fantasmas, es un videojuego de 1990 desarrollado por Topo Soft para los ordenadores de 8 bits ZX Spectrum, Amstrad CPC y MSX, así como para PC. Se trata de la continuación del videojuego de la misma compañía Mad Mix Game.

## Argumento
Cocovillage está a salvo gracias a MAD, que ha derrotado a todos los enemigos que la atacaban. Sin embargo, uno de los pelmazoides sobrevivió y se estableció en el vecino pueblo de Cococastle, aliándose con las viles criaturas que pueblan su castillo para sembrar el terror por allí de nuevo. MAD deberá acudir a Cococastle para resolver la amenaza de una vez por todas.

## Distribución
El juego fue distribuido por Topo precedido por un concurso de coloreado de la portada, que apareció sin color a doble página en la revista Micromanía. Esta estrategia de marketing, que resultó ser un éxito, nació por el incumplimiento del dibujante Fernando San Gregorio, autor de la portada. Sin embargo, los plazos de producción no permitieron que se distribuyera el juego con la imagen ganadora del concurso

## Estructura
Si la primera parte se inspiró en Pac-Man, la segunda parte encuentra su inspiración en Pac-Mania, ya que en esta ocasión la perspectiva es isométrica, y MAD tiene la opción de saltar, sobrepasando a algunos enemigos que se encuentre de frente. Los enemigos que se encontrará son:
- Pelmazoide: Los únicos enemigos que regresan de la primera parte. Son los clásicos fantasmas de Pac-Man, mortales al contacto.
- Momia: No mata al contacto, sin embargo propinará un fuerte empujón, y si arrincona a MAD contra una pared lo aplastará y matará.
- Mandíbulas: Un esqueleto que volverá locos los controles si MAD se topa con él.
- Franklin: Un monstruo de Frankenstein prácticamente indestructible que puede matar por contacto o aplastamiento.
- Dracocócula: Un vampiro que va dejando cocos caducados a su paso. También es mortal al contacto.

A lo largo del camino, MAD se encontrará diversos objetos que le pueden ayudar o perjudicar. Algunos objetos son positivos pero un mal uso los hace peligrosos:
- Mosqueado: Son bolas de mayor tamaño que las normales. Al comerlas, MAD adquirirá la habilidad de comerse a gran parte de sus enemigos y será inmune ante los que no pueda comerse.
- Cocolistillo: Antes de acercarse tiene la apariencia de un coco normal y corriente. Al acercarse le salen piernas y un rostro y sale corriendo huyendo de MAD, hasta que pasado un tiempo desaparece. Si lo atrapamos antes de que desaparezca, dotará a MAD de supervelocidad durante unos segundos.
- Bolindongo: Es una bola de bolos que se puede empujar al tocarla, rodando unos metros y rebotando a izquierda o derecha al encontrarse una pared. Aplastará a todo enemigo con el que se cruce, pero también puede aplastar a MAD si no tiene cuidado.
- Amasador: Como la bola, aplastará a los enemigos, sin embargo el amasador sólo se puede usar en un determinado pasillo.
- Cocos caducados: Los va soltando Dracocócula. Son cocos de distinto color que los normales (negros en las versiones monócromas, verdes en las versiones en color). Si MAD come uno de esos cocos, cogerá "diarrea", e irá soltando cocos por donde vaya durante un tiempo.
- Tapón: Se trata de un corcho. Los enemigos van saliendo de un tintero, y si se coloca el corcho tapando el tintero, los enemigos no podrán salir durante unos segundos.
- Sorpresa: Se trata de una baldosa en el suelo marcada especialmente. Si MAD pasa sobre ella, un muelle debajo le propulsará fuera de la pantalla, matándole.
- Losetilla: Se trata de un terreno en el cual el salto está desactivado.
- Vida extra: Es un pequeño coco con rostro atrapado en una burbuja. Hay que romper la burbuja con un salto, y después atrapar al pequeño coco que intentará escapar a saltitos, desapareciendo al cabo de un rato si no se atrapa.